# M. G. Kelly
Michael Gary Kelly (nacido 1952 en Ada, Oklahoma), conocido profesionalmente como M. G. Kelly y Machine Gun Kelly, es un actor y personalidad de radio que ha presentado varios programas de radio durante los años, así como albergar varios papeles de actuación como un disc jockey y servir como un locutor en dos concursos de televisión. Su nombre artístico es una referencia a George "Machine Gun" Kelly, un criminal notorio.

## Carrera
Kelly ha presentado y producido varios programas actuales y anteriores en la radio durante los años, incluyendo Live from the '60s, American Hit List, Back to the '70s, The Amazing '80s, Top 30 USA, y Your Good Time Oldies Magazine. Saltó a la fama como un disk jockey en la emisora de radio KHJ-AM en Los Ángeles durante los años 1970, y trabajó en varias otras emisoras del área, es decir, KTNQ, KOST, y KODJ-FM.
En la televisión, Kelly actuó en dos episodios de CHiPs de 1978, y el episodio clásico "Fish Story" de la comedia WKRP in Cincinnati en 1979. También aprovisionó la voz del archivillano The Lightning Bug en J-Men Forever en 1979. Sirvió por un corto período en el concurso The Pop 'N Rocker Game, presentado por Jon Bauman, y sustituó como un locutor invitado en Wheel of Fortune por la mayoría de la temporada 1988-1989, entre la muerte del locutor anterior Jack Clark y el retorno de Charlie O'Donnell, el locutor original del programa.